# Regno di Galizia
Il Regno di Galizia fu un'entità politica sorta nella parte nord-occidentale della penisola iberica nel X secolo: nato dalla divisione del Regno delle Asturie, alternò periodi di indipendenza e unione col Regno di León, per poi essere unito al Regno di Spagna, in cui perdurò come organo amministrativo fino al 1833.

## Etimologia
La denominazione del regno deriva dal latino Galliciense regnum o regnum Gallaeciae, che a sua volta proviene dal toponimo di Gallaecia, una delle province romane in cui era stata suddivisa la Tarraconense con la riforma di Diocleziano. Dal V secolo, con Gregorio di Tours il nome fu attribuito al Regno dei Suebi che si era formato nella provincia romana di Gallaecia e nel nord-est della Lusitania.

## Storia
Nel 585, dopo che i Visigoti ebbero conquistato il Regno dei Suebi, la Galizia fece parte del Regno dei Visigoti sino a che fu conquistata dagli eserciti arabi, nel 713-714, ed entrò a far parte di al-Andalus, sino a che, nel 740, il re delle Asturie, Alfonso I (?-757), approfittando delle lotte interne fra gli Arabi, avviò l'opera di Reconquista, aggredendo i Berberi di stanza nella zona NE della penisola iberica e obbligandoli ad abbandonare così la Galizia, che fu annessa al Regno delle Asturie.
Poi grazie alle vittorie del re Alfonso II (759-842) contro i musulmani la conquista della Galizia fu consolidata, e la stessa fu ripopolata, e si iniziò l'insediamento delle popolazioni cristiane anche a sud del fiume Minho (nel nord dell'attuale Portogallo). Il Regno delle Asturie continuò a consolidare le sue posizioni in Galizia anche coi successori di Alfonso II, Ramiro I (791-850), Ordoño I (821-866), e Alfonso III (849-910).

### Dinastia asturiana

#### Primo regno indipendente (910-932)
Il re delle Asturie, Alfonso III, un anno prima della sua morte, nel 909, divise il proprio regno tra i tre figli maggiori e la Galizia venne data al secondogenito, Ordoño II (871-924), sposato con la principessa galiziana Elvira Menéndez, figlia del conte Ermenegildo e di sua moglie Ermessinda Gatonez.
Alla morte senza eredi del fratello primogenito García I (870-914), re del León, Ordoño II, acclamato re di León dalla nobiltà leonese, ottenne anche i domini di questi, riunendo così Galizia e León.
Alla morte di Ordoño II nel 924 Galizia e León furono inizialmente sottratti ai suoi figli dal fratello terzogenito, Fruela II (875-925), che nella divisione dei domini paterni aveva ottenuto il Regno delle Asturie e che quindi riunì nuovamente i tre regni sotto un'unica corona, il regno di León.
Nel 925, alla morte di Fruela II, gli subentrò il figlio, Alfonso Froilaz, che fu combattuto dai figli di Ordoño II, Sancho, Alfonso e Ramiro.
Nel 926, sconfitto Alfonso Froilaz (ritiratosi nelle Asturie, dove si faceva chiamare re), il primogenito di Ordoño II, Sancho (895-929), si proclamò re di Galizia (mentre al fratello minore, Ramiro, andò la contea del Portogallo, dal fiume Minho al confine con al-Andalus, attribuendosi il titolo di re), mantenendo il regno indipendente fino alla sua morte, quando passò sotto il dominio del fratello secondogenito, il re del León, Alfonso IV (ca. 899-933), e la Galizia fu nuovamente riunita al León, solo formalmente, perché Ramiro, che aveva portato il confine sud del regno in vista del fiume Tago, prese il titolo di re di Galizia, anche se il re era suo fratello.
Nel giugno del 931, Alfonso IV abdicò e consegnò al fratello il regno, nuovamente unificato, ed entrò nel monastero di Sahagún.
Approfittando dell'assenza del fratello Ramiro dalla capitale, León, nel 932, Alfonso IV, ora monaco, pentitosi dell'abdicazione e, alleatosi col cugino Alfonso Froilaz ed i suoi fratelli, entrò in León e si proclamò re.
Ramiro II (ca. 900-951) reagì prontamente e lo catturò, poi si rivolse contro la famiglia Froilaz, nelle Asturie, obbligandola a ritirarsi sino ad Oviedo, dove la sconfisse e catturò tutti i membri della famiglia.
I tre regni furono così riunificati in un unico regno. Nelle successive lotte dinastiche, dopo la riunificazione del 932, la nobiltà galiziana oscillava tra la fedeltà al re e la ribellione.
Durante la guerra civile contro Ordoño IV (ca. 926–962), Sancho I (ca. 935 – 966), con l'aiutò dei musulmani prese Zamora nel 959 e Oviedo nel 960, assumendo il titolo di re di Galizia e poi conquistare anche il León.

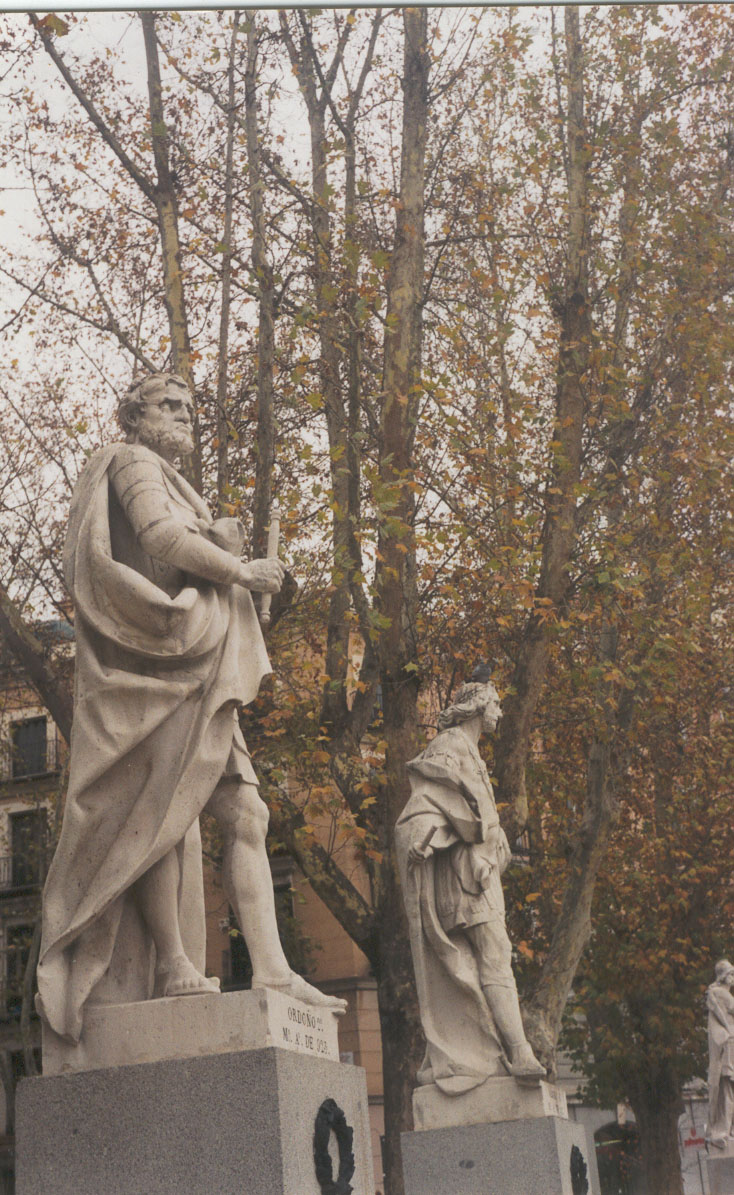
Statue dei re che occuparono i troni dei regni che più tardi diedero origine alla Spagna, nella plaza de Oriente di Madrid. In primo piano si può osservare Ordoño II di Galizia.

#### Breve indipendenza (982-984) e riunione col León: regni di Bermudo II e III
In una di queste sollevazioni, nel 982, fu incoronato re di Galizia, nuovamente indipendente, Bermudo II (956-999, discendente di Ordoño II). Solo due anni dopo, nel 984 Bermudo sconfisse il re del León Ramiro III (ca. 961-985), suo cugino e i due regni furono nuovamente riuniti.
Bermudo II subì delle sconfitte ad opera dagli eserciti di al-Andalus e l'ultimo suo rifugio fu la Galizia, ma anche qui fu raggiunto dalle truppe di Almanzor, che nell'estate del 997 attaccarono e saccheggiarono Santiago di Compostela, e quando, nel 999, morì, il suo regno era ridotto alla sola zona costiera di Galizia e Asturie.

Durante il regno di Bermudo III (ca. 1017-1037, il re di Navarra e conte consorte di Castiglia (in quanto marito di Munia di Castiglia, Sancho III, nel 1034, occupò Astorga e la stessa León, capitale del regno, costringendolo a rifugiarsi in Galizia.
Solo dopo la morte di Sancho III, avvenuta nel 1035, Bermudo III poté recuperare i suoi territori, ma si dovette scontrare con Ferdinando I di Castiglia, marito di sua sorella Sancha I che reclamava la successione del León e che, nel 1037, invase il regno del León, costringendo Bermudo nuovamente in Galizia. Nello stesso anno, poi Bermudo III fu sconfitto e morì, nella battaglia di Tamarón, e non avendo discendenti diretti, dopo la sua morte la corona di León passo a sua sorella Sancha I, già regina di Castiglia, la quale associò al trono il marito Ferdinando (regno di León e Castiglia).

### Riacquisizione dell'indipendenza con Garcìa I (1065-1072)

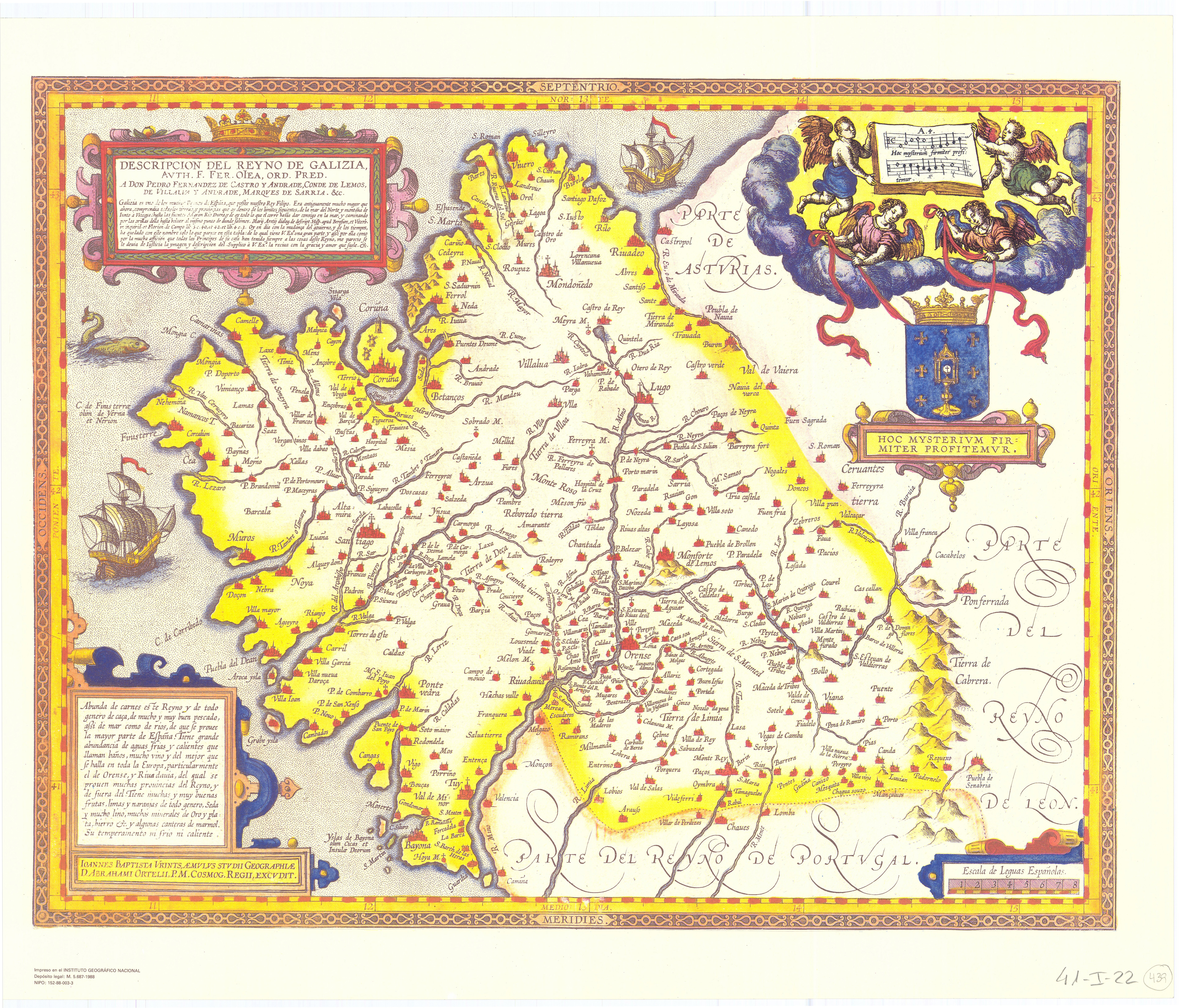
Mappa cartografica del Regno di Galizia, eseguito, nel secolo XVI da Ioannes Baptista Vrints.

Alla morte di Ferdinando I, re di Castiglia e re consorte di León (1016-1065), la moglie Sancha I di León abdicò, così i loro domini furono divisi per testamento tra i figli e il regno di Galizia fu assegnato a García I (1042-1090). I fratelli Sancho II, re di Castiglia (1036-1072), e Alfonso VI, re di León (1040-1109), gli dichiararono guerra e invasero la Galizia; nel 1070, nella battaglia di Pedroso, Garcia sconfisse il conte del Portogallo Nuno Mendes, che gli si era ribellato ed iniziò a farsi chiamare re del Portogallo, perché ormai la Galizia era nelle mani dei suoi fratelli, che nel 1071, lo sconfissero definitivamente, lo obbligarono ad abdicare e a rifugiarsi alla corte del re di Siviglia, al-Mutamid e si spartirono i suoi domini.
Alla morte di Sancho II, nel 1072, Garcia recuperò il suo regno, ma il fratello Alfonso VI che si era già impadronito del regno di Castiglia, nello stesso anno, lo convocò presso di sé e lo fece prigioniero e, nel 1073, mentre si attribuiva il titolo di re di Galizia, Alfonso VI, già re di León e Castiglia, fece rinchiudere il fratello Garcia I nel castello di Luna, dove fu tenuto prigioniero, con dignità regale, per diciassette anni e ivi morì il 22 marzo del 1090.
Il vescovo di Santiago di Compostela, Diego Peláez, probabile sostenitore di Garcia I, forse coinvolto nella sollevazione galiziana condotta da Rodrigo Ovéquiz (fu accusato di cospirare per restaurare l'indipendenza della Galizia, con l'appoggio del re d'Inghilterra, Guglielmo il Conquistatore, a cui forse era stata offerta la corona di Galizia, e quindi venne esiliato), venne deposto nel 1088 dal concilio di Husillos, provocando un conflitto tra Alfonso VI ed il papa Urbano II.

### Dinastia anscarica

#### Unione col León: governo di Raimondo di Borgogna

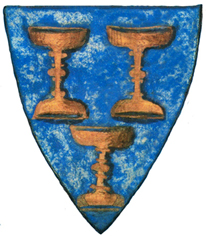
Scudo del re di Galizia secondo l'esperto inglese Segar´s Roll, secolo XIII.

In seguito alla sollevazione della nobiltà galiziana e dopo la morte di Garcia, Alfonso VI affidò, nel 1093, il governo del regno di Galizia a Raimondo di Borgogna (1062-1107), marito della figlia Urraca (ca. 1080-1126), mentre il sud del regno di Galizia, la contea di Portogallo fu infeudata, subito dopo, al cugino di questi, Enrico di Borgogna, marito della figlia illegittima Teresa di León (1080-1130).
Enrico governò la contea del Portogallo (a sud del fiume Minho), praticamente in autonomia dalla Galizia, difendendola dagli attacchi dei Mori, mentre Raimondo governava il regno di Galizia e pensando di aver diritto a succedere ad Alfonso sul trono di León e Castiglia, convenne col cugino Enrico, che in cambio del suo aiuto, al momento della successione avrebbe concesso a lui il regno di Galizia e Portogallo.
Ma le cose andarono diversamente, Raimondo, che si era recato in Terra santa, nel 1007, premorì ad Alfonso; il regno di Galizia andò alla moglie Urraca che assunse il titolo di regina, e quando a sua volta, Alfonso VI, nel 1009 morì, lasciò unica erede la figlia Urraca, deludendo Enrico che si aspettava la Galizia.
Urraca era succeduta al padre come regina di Castiglia e León, e i nobili castigliani spinsero la regina a risposarsi, in seconde nozze, nell'autunno del 1109, col re di Aragona e di Navarra, Alfonso I il Battagliero. Furono proclamati entrambi re di Castiglia e di León mentre al giovane erede, figlio di primo letto, Alfonso Raimundez (1105-1157), veniva assegnata la Galizia.

#### Riacquisizione dell'indipendenza con Alfonso VII (1112-1126)
Alfonso Raimúndez fu educato presso i conti di Trava della nobiltà galiziana, fu incoronato prima del 1111 re di Galizia dal vescovo di Santiago di Compostela Diego Gelmírez per tutelarne i diritti ereditari; intanto la contea del Portogallo, continuava ad essere governata in modo autonomo da Enrico di Borgogna e dopo la sua morte dalla moglie, la contessa Teresa di León.
Nel 1114 Urraca e Alfonso I il Battagliero si separarono dando inizio a un periodo di profonda instabilità nel regno, in una situazione di confusa guerra civile tra i sostenitori della regina, di Alfonso I, di Alfonso di Galizia (appoggiato dal potente vescovo di Compostela Diego Gelmírez) e la contessa del Portogallo Teresa, con continui cambi di alleanza tra le varie fazioni e il succedersi di ribellioni.
Nel 1121, Diego Gelmírez, promosso arcivescovo di Santiago di Compostela, da papa Callisto II, organizzò un complotto con la complicità di Fernando Peres conte di Trava, a cui partecipò anche Teresa (ritenuta l'amante del conte), per portare il nipote del papa, il re di Galizia, Alfonso Raimundez sul trono al posto della madre, che immediatamente attaccò la sorellastra occupando la contea del Portogallo sino al fiume Duero, facendo così fallire il complotto. Alfonso Raimundez però conservò il trono di Galizia.

#### Definitiva riunificazione col Leòn e distacco del Portogallo
La fase di instabilità perdurò fino alla morte di Urraca, avvenuta nel 1126. Le successe il figlio Alfonso di Galizia con il nome di Alfonso VII di Castiglia. Teresa, alla morte della sorellastra, non ritenendosi più vincolata ai patti del 1121, non riconobbe come suo superiore il nuovo re di León e Castiglia, e nella primavera del 1127, Alfonso VII attaccò il Portogallo ed in sei settimane obbligò Teresa a riconoscere la sua supremazia.
Comunque il cugino, Alfonso Henríquez, figlio di Teresa, che nel 1128 aveva sconfitto la madre a San Mamede, vicino a Guimarães, si impossessò della contea del Portogallo e non si riconobbe vassallo di Alfonso VII e, nel 1130, dopo la morte della madre, con l'appoggio di parte della nobiltà galiziana, occupò anche il sud della Galizia, che era feudo di Teresa.
Nel 1139, Alfonso Henríquez, dopo una vittoria sui Mori, iniziò a considerarsi re del Portogallo, e nel 1140 invase ancora la Galizia e Alfonso VII, a Valdevez, gli propose una tregua, che fu accettata e da quel giorno non annoverò più il Portogallo tra i suoi possedimenti; e nel 1143, a Zamora, fu sancita la pace, e di fronte al legato del papa Innocenzo II, in cambio della signoria di Astorga, Alfonso VII riconobbe al cugino, Alfonso Henríquez, il titolo di re del Portogallo, che divenne così, Alfonso I del Portogallo.
Comunque il regno di Galizia rimase incorporato nel regno di León, e, dopo la morte di Alfonso VII, conobbe grande sviluppo con i suoi successori nel regno di León, Ferdinando II (1137-1188) e Alfonso IX (1171-1230), dopo i quali il regno, insieme alla Galizia, fu definitivamente riunito a quello di Regno di Castiglia. La Galizia venne quindi governata da un "governatore maggiore del regno di Galizia" (adelantado mayor del reino de Galicia), designato tra i membri della maggiore nobiltà dal re di Castiglia e León.

## Pretese portoghesi alla corona di Galizia
Per ben due volte i re del Portogallo pretesero la corona di Galizia:

Bandiera di Alfonso V e Giovanna, la Beltraneja durante la loro pretesa al Regno di Castiglia

- la prima fu nel 1369, alla morte del re di Castiglia, Pietro I il Crudele, Ferdinando del Portogallo divenne pretendente al trono di Castiglia perché, venuta a mancare con la morte di Pietro il Crudele la discendenza diretta (i figli di Pietro furono considerati tutti illegittimi), dei nipoti del re di Castiglia, Sancho IV l'Ardito lui, Ferdinando del Portogallo era il nipote maggiore e quindi l'avente diritto al trono.
Ferdinando ambiva in modo particolare il regno di Galizia, ed infatti lo invase, ma alla prima resistenza dei galiziani si ritirò, mentre il re di Castiglia, Enrico II di Trastamara entrava in Portogallo e occupava diverse posizioni strategiche tra cui Braganza; nel 1371, anche per l'intervento pacificatore di papa Gregorio XI, la pace fu siglata ad Alcoutim e in quella sede fu concordato il matrimonio tra Ferdinando e la figlia di Enrico II, Eleonora di Trastamara.

- la seconda fu nel 1475; dopo la morte del re di Castiglia, Enrico IV l'Impotente (1474), Alfonso V del Portogallo intervenne a favore della legittima erede al trono, la nipote, Giovanna la Beltraneja e dopo averla sposata, nel 1475, fu acclamato, assieme a Giovanna, re di Galizia, che occupò e difese anche dopo la sconfitta di Toro, del 1º marzo 1476, sino alla pace di Alcáçovas (Viana do Alentejo), il 4 settembre del 1479, dove il re del Portogallo, Alfonso V e la moglie Giovanna rinunciavano ad ogni pretesa sul regno di Castiglia e León, quindi anche sulla Galizia.

## Il regno di Galizia nella monarchia spagnola

Scudo di Galizia (un calice che rappresenta il Sacro Graal con un'ostia argentea contornata da sette croci argentee in campo azzurro), codificato il 29 maggio 1984.

Dopo l'unificazione dei regni della penisola iberica nel Regno di Spagna, l'organo di governo del Regno di Galizia fu la "giunta del regno" (Junta do Reyno), creata nel 1528, che ne costituì la massima espressione politica, pur avendo scarso peso.
Una costante rivendicazione fu quella per il diritto di voto nelle Cortes di Castiglia, nelle quali la Galizia era rappresentata solo dalla città di Zamora. Già nel 1520 una delegazione di nobili galiziani aveva sottoposto al re Carlo I (in procinto di ricevere la corona imperiale come Carlo V) una petizione in tal senso. Il re Filippo IV concesse infine il diritto di voto al Regno di Galizia nel 1623, in cambio di centomila ducati per l'armamento di navi.
La Galizia si oppose all'invasione napoleonica e fu sede di una strenua resistenza con azioni di guerriglia che alla fine ottennero la cacciata dei francesi.
Il 30 novembre del 1833 Maria Cristina, vedova del re Ferdinando VII e reggente per la figlia Isabella II firmò il decreto che mise fine anche formalmente all'esistenza del Regno di Galizia, sopprimendo la giunta del regno: la suddivisione del Regno di Spagna negli antichi regni venne sostituita da una suddivisione in province, imitate dai dipartimenti francesi.